# Two Weeks to Live (Fernsehserie)
Two Weeks to Live ist eine britische Dramedy-Fernsehserie nach einer Idee von Gaby Hull. Die Hauptrolle spielte Maisie Williams als 21-jährige Einsiedlerin, die auf Grund von Missverständnissen zur Killerin wird. Die Serie erschien erstmals am 2. September 2020 auf dem britischen Pay-TV-Sender Sky One. Eine deutschsprachige Fassung folgte zunächst ab dem 4. Dezember 2020 auf Sky Atlantic. Im Free-TV war die Serie an dem 8. April 2022 auf ZDFneo zu sehen.

## Handlung
Kim lebte nach der Ermordung ihres Vaters als Einsiedlerin mit ihrer Mutter in den Wäldern und genoss dort ein umfangreiches Nahkampf- und Survivaltraining. Mit 21 Jahren beschließt sie jedoch, von zu Hause abzuhauen und den Mörder ihres Vaters zu finden. Vorher will sie aber noch eine Liste von Dingen abarbeiten, die sie in Freiheit erledigen will. Bei einer zufälligen Begegnung in einem Pub lernt sie die beiden Brüder Nicky und Jay kennen. Der eher unbeholfene Nicky flirtet mit ihr und nach der Sperrstunde landen alle drei bei Nicky zu Hause. Gerade als sich Nicky und Kim näher kommen, platzt Jay ins Zimmer und präsentiert ein gefaktes Video über die bevorstehende Apokalypse. Überstürzt bricht Kim auf und tötet in einem harten Kampf den Gangsterboss Jimmy Davies. Dies zieht weitere Konsequenzen nach sich, die nun auch Nicky und Jays Leben betreffen. Auf der einen Seite steht Kims Mutter Tina, auf der anderen ein korruptes Polizisten-Duo bestehend aus Brooks und Thompson, die in den Fall verwickelt sind.

## Besetzung und Synchronisation
Die deutsche Synchronisation entstand nach Synchronbüchern von Paul Sedlmeir (Episoden 1, 2 & 5) und Daniel Dähne (Episoden 3, 4 & 6) unter der Dialogregie von Sedlmeir im Auftrag von SPEEECH Audiolingual Labs.
| Rolle        | Darsteller        | Sprecher               |
| ------------ | ----------------- | ---------------------- |
| Kim Noakes   | Maisie Williams   | Paulina Rümmelein      |
| Tina Noakes  | Sian Clifford     | Caroline Ebner         |
| Nicky        | Mawaan Rizwan     | Felix Mayer            |
| Jay          | Taheen Modak      | Julian Bayer           |
| Beth         | Kerry Howard      | Carolin Sophie Göbel   |
| Brooks       | Jason Flemyng     | Marcus Off             |
| Carl         | Tony Pritchard    | Thomas Albus           |
| Handlanger   | Josh Hull         | Sebastian Pappenberger |
| Ian          | Michael Begley    | Jacques Breuer         |
| Jimmy Davies | Sean Pertwee      | Ekkehardt Belle        |
| Mandy        | Pooky Quesnel     | Michèle Tichawsky      |
| Mrs Davidson | Jean Trend        | Eva-Maria Lahl         |
| Polizist     | Dominic Holmes    | Patrick Kropp          |
| Thompson     | Thalissa Teixeira | Jacqueline Belle       |

## Episodenliste
| Nr. | Deutscher Titel | Originaltitel | Erstveröffentlichung (UK) | Deutschsprachige Erstveröffentlichung (D) | Regie       | Drehbuch    |
| --- | --------------- | ------------- | ------------------------- | ----------------------------------------- | ----------- | ----------- |
| 1 | Geheime Mission | Episode 1     | 2. Sep. 2020              | 8. Apr. 2022                              | Al Campbell | Gaby Hull   |
| Kim ist auf der Suche nach dem Mörder ihres Vaters. Nachdem sie ein Diner verwüstet hat, geht sie in einen Pub, um dort einen Teil ihrer Liste abzuhaken. Dort lernt sie den schüchternen Nicky kennen, der gerade eine Trennung hinter sich hat. Die beiden finden sich sympathisch. Irgendwann landen sie zusammen mit Nickys Bruder Jay in Nickys Apartment. Als sich die beiden gerade näher kommen, präsentiert Jay ein schnell zusammengeschnipseltes Video über eine bevorstehende Apokalypse. Kim glaubt dem Video und macht sich auf, den Mörder ihres Vaters zu töten. Sie bricht bei Jimmy Davies ein und tötet vermeintlich dessen Leibwächter Ian. Dann zielt sie auf Jimmy. Derweil jagen Nicky und Jay ihr nach, um den Irrtum aufzuklären. |                 |               |                           |                                           |             |             |
| 2 | Weltuntergang   | Episode 2     | 2. Sep. 2020              | 8. Apr. 2022                              | Al Campbell | Gaby Hull   |
| Kim stellt sich Jimmy in einem epischen Showdown, der mit dem Tod des Gangsterbosses endet. In diesen platzen auch Nicky und Jay hinein. Nachdem sie das Missverständnis aufgeklärt haben, versuchen sie, Kim zu überreden, zur Polizei zu gehen. Nicky und Jay entdecken mit dem doch nicht toten, aber schwer verletzten Ian eine Tasche mit sehr viel Geld und geraten nun in ein moralisches Dilemma. Als Kim eine Entscheidung fällen will, wird sie außerhalb des Anwesens entführt. |                 |               |                           |                                           |             |             |
| 3 | Entdeckung      | Episode 3     | 2. Sep. 2020              | 8. Apr. 2022                              | Al Campbell | Gaby Hull   |
| Kim wurde von ihrer Mutter Tina entführt. Kim kann sie jedoch überreden, Nicky und Jay zu retten. Gerade rechtzeitig, denn die beiden korrupten Polizisten Brooks und Thompsons stehen vor der Tür, um nach Jimmy zu sehen. Jay bringt die ganze Truppe bei sich zu Hause unter und hofft, dass sie verschwinden, bevor seine Verlobte Beth heimkommt. Als er die Tasche versteckt, findet er einen positiven Schwangerschaftstest. Er beschließt, zur Polizei zu gehen, um das Richtige zu tun. |                 |               |                           |                                           |             |             |
| 4 | Gegenwehr       | Episode 4     | 2. Sep. 2020              | 8. Apr. 2022                              | Al Campbell | Gaby Hull   |
| Während Kim und Nicky einen Vergnügungspark unsicher machen, um weitere Punkte der Liste abzuhaken, wird Jay ausgerechnet von Brookes und Thompson verhört. Diese machen ihm Versprechungen und verkabeln ihn. Derweil geraten Kim und Tina in Streit, da ihre Mutter ihr Lügen erzählt hat, um das Leben in der Wildnis zu rechtfertigen. Kim und Nicky versuchen in der Zwischenzeit die Beerdigung von Kims Vater, deren Asche sie glaubt bei sich zu tragen, durchzuziehen. Diese endet in einem Desaster. |                 |               |                           |                                           |             |             |
| 5 | Täuschung       | Episode 5     | 2. Sep. 2020              | 8. Apr. 2022                              | Al Campbell | Gaby Hullbe |
| Jay fällt rechtzeitig auf, dass Brooks und Thompson ein doppeltes Spiel spielen und jubelt einer Stammkundin seines Fischladens den für ihn gedachten Chip unter. Nicky, Jay, Kim und Tina fliehen durch England und versuchen, in Kims und Tinas Unterschlupf zu gelangen. Als sie bemerken, dass sie verfolgt werden, organisieren sie einen Hinterhalt, der jedoch schiefgeht. |                 |               |                           |                                           |             |             |
| 6 | Showdown        | Episode 6     | 2. Sep. 2020              | 8. Apr. 2022                              | Al Campbell | Gaby Hull   |
| Am Unterschlupf angekommen, bereiten sie erneut einen Hinterhalt vor. Es kommt zu einem dramatischen Showdown, bei dem Brooks ihr Leben verliert. Thompson und Tina kannten sich von früher. Es stellt sich heraus, dass auch Tina mit den Gangstern zusammen gearbeitet hat. Thompson erhält schließlich das Geld und zieht von dannen. Auch die Gruppe trennt sich. Eine kurze Anspielung enthüllt, das vermutlich Thompson der Vater von Kim ist. |                 |               |                           |                                           |             |             |

## Hintergrund
Die Fernsehserie wurde 2019 im Vereinigten Königreich gedreht. Das Drehbuch stammt von Gaby Hull, Regie bei allen sechs Episoden führte Al Campbell. Produziert wurde die Serie für Sky und HBO Max. Die Erstausstrahlung erfolgte 2020 über Sky One und im deutschen Raum über Sky Atlantic. Im Free-TV war die Serie 2022 bei ZDFneo zu sehen.
Der Showdown zwischen Kim und Jimmy füllt die komplette zweite Episode. Für diesen Kampf trainierte Maisie Williams ein Jahr und verzichtete auf eine Stuntfrau. Für Williams war es das erste Projekt nach ihrem Durchbruch als Arya Stark in der Fernsehserie Game of Thrones.

## Rezeption
Die Serie wurde überwiegend positiv rezipiert.
Axel Weidemann schrieb auf FAZ.net: „Mit seinem rauhen britischen Charme und dem Gangstertohuwabohu ähnelt das Ganze einem zerstückelten Guy-Ritchie-Film (…), ohne dessen Schnittspielereien, aber mit einem handwerklich ähnlich soliden Gefühl für Sound, Musik und Tempo (…). Was die Serie bemerkenswert macht, ist ihr Versuch, nicht nur so etwas wie überkommene Männlichkeit zu dekonstruieren, sondern auch eine Art überkommene Weiblichkeit zu identifizieren und mit ihr zu brechen. (…) Und so ist dann auch diese Serie: grob, aber liebenswert.“
Für Prisma schrieb Jasmin Herzog: „Comichaft überzeichnet und bevölkert von jeder Menge Knalltüten ist Two Weeks To Live natürlich zunächst einmal ein Heidenspaß. Doch hinter allem Slapstick verbirgt sich immer auch ein Körnchen ernsthafte Wahrheit. Die Serienmacher Al Campbell und Gaby Hull entdecken durch Kims naive Augen in der realen Welt jede Menge Absurditäten, die man im Alltag viel zu einfach hinnimmt.“
Im Hamburger Abendblatt hieß es: „Der Humor der Serie lebt vor allem vom schnellen Wechsel zwischen absurden Kampfszenen und profanem Alltag – zum Beispiel als die Heldin nach einer Schlägerei von der Bedienung noch ihr Schinken-Sandwich hinterhergetragen bekommt.“

## Awards
- Venice TV Award 2021: Beste Komödie[9]